# زنبق النهار المغذي
زنبق النهار المغذي (الاسم العلمي:Hemerocallis esculenta) هو نوع من النباتات يتبع جنس زنبق النهار من الفصيلة المصفورية.